# Efecte Venturi

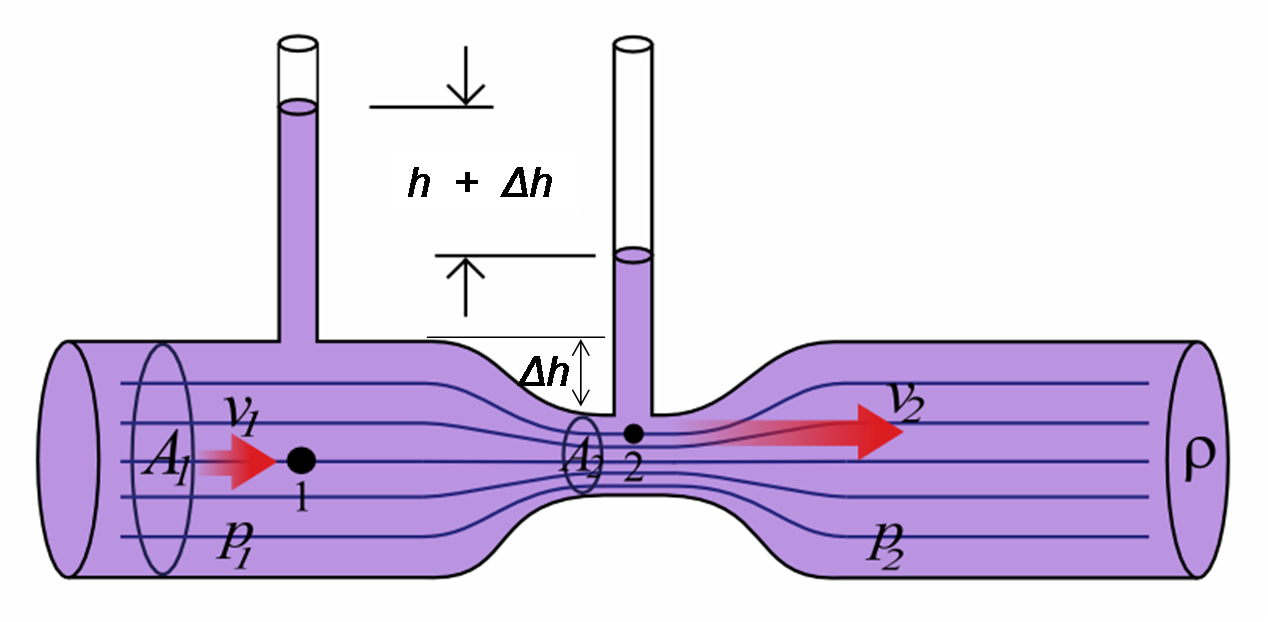
Esquema de l'efecte Venturi.

L'efecte Venturi, també conegut com a tub de Venturi, es produeix quan un fluid en moviment dins d'un conducte tancat disminueix la seva pressió en augmentar la velocitat després de passar per una zona de secció menor. Si en aquest punt del conducte s'introdueix l'extrem d'un altre conducte, es produeix una aspiració del fluid contingut en aquest segon conducte. Aquest efecte, demostrat el 1797, rep el seu nom del físic italià Giovanni Battista Venturi (s. XVIII-XIX).
L'efecte Venturi s'explica pel Principi de Bernoulli i el principi de continuïtat de massa. Si el cabal d'un fluid és constant però la secció disminueix, necessàriament la velocitat augmenta. Pel teorema de l'energia si l'energia cinètica augmenta, l'energia determinada pel valor de la pressió disminueix forçosament.

## Aplicacions de l'efecte Venturi
- Aeronàutica: Tot i que l'efecte Venturi s'utilitza freqüentment per a explicar la sustentació produïda en ales d'avions l'efecte Venturi per si sol no és suficient per explicar la sustentació aèria. Durant la Primera Guerra Mundial, Albert Einstein va dissenyar per a l'exèrcit alemany un model d'ala a partir d'una anàlisi del principi de Bernoulli i l'efecte Venturi. El prototip que va arribar a ser construït no va poder tot just enlairar-se.
- Airsoft: Les rèpliques usades en aquest joc solen incloure un sistema anomenat HopUp que provoca que el balí sigui projectat realitzant un efecte circular, el que augmenta l'abast efectiu de la rèplica.
- Motor: el carburador aspira el carburant per efecte Venturi, barrejant-lo amb l'aire (fluid del conducte principal), en passar per un estrangulament.
- Llar: En els equips ozonificadors d'aigua, s'utilitza un petit tub Venturi per efectuar una succió de l'ozó que es produeix en un dipòsit de vidre, i així barrejar-lo amb el flux d'aigua que va sortint de l'equip amb la idea de destruir les possibles bacteris patògens i de desactivar els virus i altres microorganismes que no són sensibles a la desinfecció amb clor.
- Tubs de Venturi: Mesura de velocitat de fluids en conduccions i acceleració de fluids.
- Aquariofília: A les preses de bombes d'aigua o filtres, l'efecte Venturi s'utilitza per a la injecció d'aire i/o CO₂.
- Pneumàtica: Per aplicacions de ventoses i ejectors.
- Cardiologia: L'efecte Venturi es fa servir per explicar la regurgitació mitral que es pot donar en la miocardiopatia hipertròfica, i que és causa de mort sobtada en esportistes. L'explicació és que el moviment sistòlic anterior (MSA) que realitza la valva anterior de la vàlvula mitral, es produeix perquè la hipertròfia septal i l'estrenyiment del tracte de sortida provoquen un corrent d'alta velocitat sobre la v. mitral, que a causa de l'efecte Venturi, succiona l'extrem de la valva anterior contra el septe, que impedeix la sortida de sang, per la qual cosa regurgita cap a l'aurícula esquerra.
- Odontologia: el sistema d'aspiració de saliva en els equips dentals antics utilitzaven tubs fins Venturi. Ara l'aspiració és motoritzada.
- Extinció d'incendis: l'hidromesclador aspira escumogen per l'efecte venturi i l'incorpora al flux d'aigua per a produir escuma contra incendis.[1]

## Tub de Venturi
Un tub de Venturi és un dispositiu inicialment dissenyat per a mesurar la velocitat d'un fluid aprofitant l'efecte Venturi. No obstant això, alguns es fan servir per accelerar la velocitat d'un fluid obligant-lo a travessar un tub estret en forma de con. Aquests models s'utilitzen en nombrosos dispositius en què la velocitat d'un fluid és important i constitueixen la base d'aparells com el carburador.
L'aplicació clàssica de mesura de velocitat d'un fluid consisteix en un tub format per dues seccions còniques unides per un tub estret en el qual el fluid es desplaça conseqüentment a major velocitat. La pressió en el tub Venturi pot mesurar-se per un tub vertical en forma d'U connectant la regió ampla i la canalització estreta. La diferència d'altures del líquid en el tub en U permet mesurar la pressió en ambdós punts i conseqüentment la velocitat.
Quan s'utilitza un tub de Venturi cal tenir en compte un fenomen que s'anomena cavitació. Aquest fenomen passa si la pressió en alguna secció del tub és menor que la pressió de vapor del fluid. Per a aquest tipus particular de tub, el risc de cavitació es troba a la gola d'aquest, ja que aquí, en ser mínima l'àrea i màxima la velocitat, la pressió és la menor que es pot trobar en el tub. Quan passa la cavitació, es generen bombolles localment, que es traslladen al llarg del tub. Si aquestes bombolles arriben a zones de pressió més elevada, poden col·lapsar produint així pics de pressió local amb el risc potencial de danyar la paret del tub.